# 19788 Hunker
19788 Hunker (2000 QV116) là một tiểu hành tinh vành đai chính được phát hiện ngày 28 tháng 8 năm 2000 bởi Nhóm nghiên cứu tiểu hành tinh gần Trái Đất phòng thí nghiệm Lincoln ở Socorro.